# Oeneis bootes
Oeneis bootes är en fjärilsart som beskrevs av Jean Baptiste Boisduval 1832. Oeneis bootes ingår i släktet Oeneis och familjen praktfjärilar. Inga underarter finns listade i Catalogue of Life.